# Santuario della Divina Misericordia (Cracovia)
Il Santuario della Divina Misericordia (in polacco: Sanktuarium Bożego Miłosierdzia) a Cracovia, in Polonia, è una basilica cattolica romana dedicata alla devozione della Divina Misericordia, ed è il luogo di sepoltura di Santa Faustina Kowalska, canonizzata il 30 aprile 2000.
La nuova basilica è stata costruita tra il 1999 e il 2002 e si trova nel distretto di Łagiewniki in ul. św. Faustini. Tre papi hanno visitato il santuario e milioni di pellegrini da tutto il mondo continuano a visitarlo ogni anno.
Il 6 marzo 2003 la chiesa ha ricevuto il titolo di basilica minore dalla lettera apostolica di Giovanni Paolo II Cum postremum.

## Storia
Il sito dell'edificio ospitava originariamente il complesso monastico neogotico delle Suore della Beata Vergine Maria della Misericordia (fondato nel 1862), costruito tra il 1889 e il 1891. Nel 1966 le spoglie di suor Faustina furono traslate nella chiesa. Nel 1968 il cardinale Karol Wojtyła (poi papa Giovanni Paolo II) designò la chiesa a santuario, grazie alle spoglie di suor Faustina.
Nel 1985, Papa Giovanni Paolo II chiamò Łagiewniki la "capitale del culto della Divina Misericordia". Dalla beatificazione di Santa Faustina nel 1993, le sue spoglie riposano sull'altare, sotto l'immagine della Divina Misericordia.

## L'interno

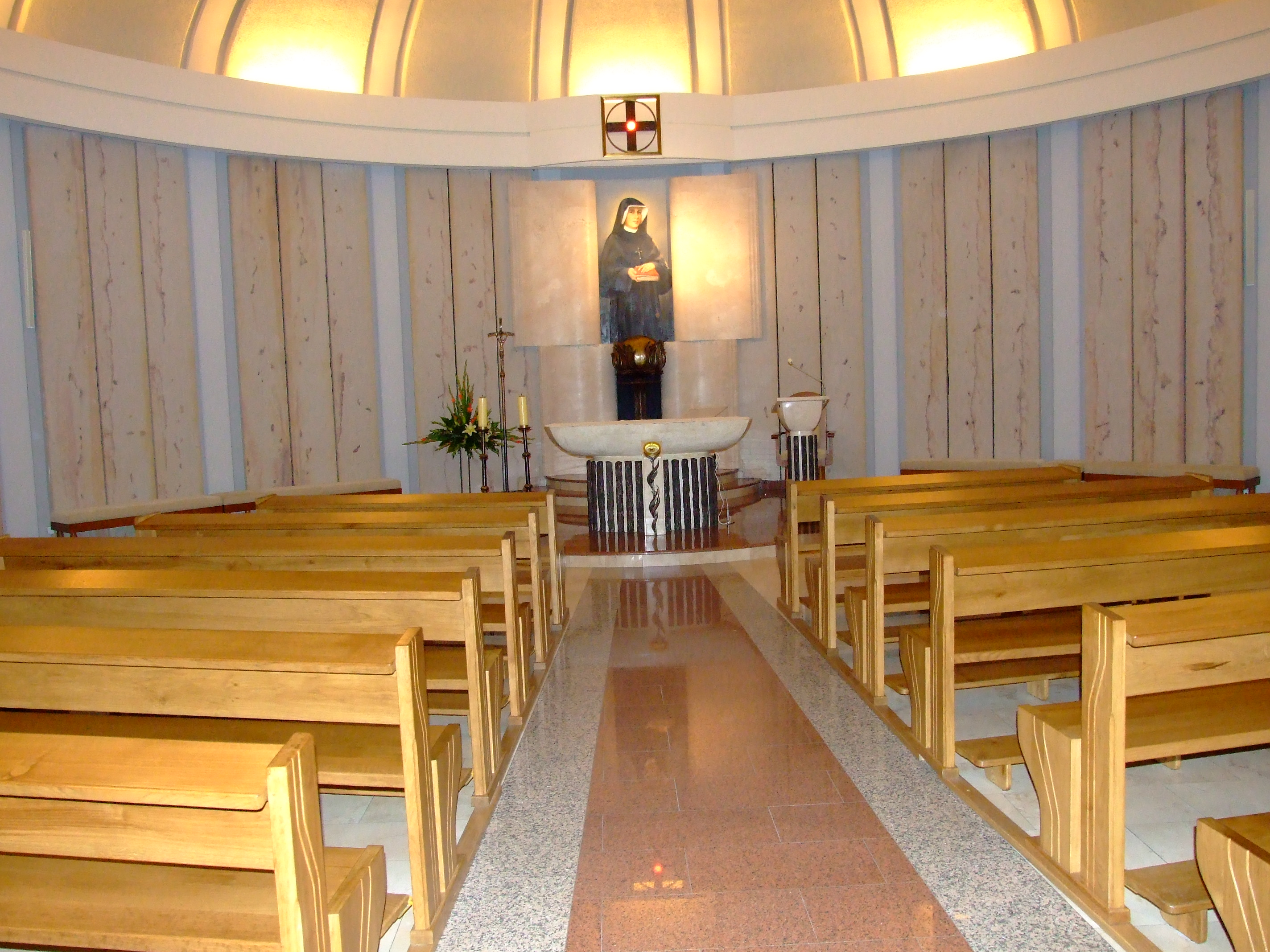
Cappella di Santa Faustina

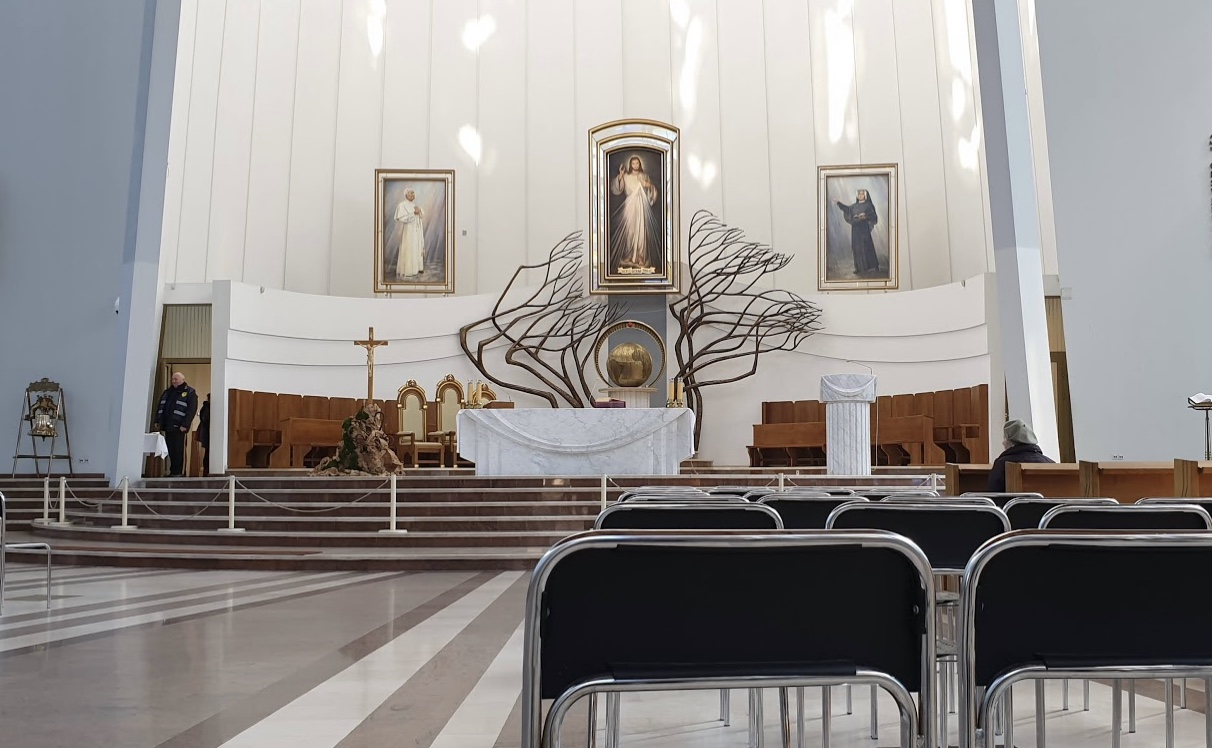
Altare

Nel 1999-2002 è stata costruita una moderna basilica ellissoidale a due piani, specificamente dedicata alla Divina Misericordia. L'edificio è stato progettato per assomigliare a una barca e ha una torre alta 77 metri che ricorda un albero.
La basilica può ospitare circa 5.000 persone e la cappella maggiore ha circa 1.800 posti. L'altare del santuario principale ospita il dipinto della Divina Misericordia e le reliquie di Santa Faustina. L'immagine sopra l'altare maggiore è stata dipinta da Adolph Hyla nel 1944 e sostituisce la prima immagine dipinta da Hyla nel 1943 come offerta votiva per essere sopravvissuto durante la seconda guerra mondiale. L'immagine e la basilica sono un importante luogo di pellegrinaggio e nel 2011 la basilica ha ricevuto circa due milioni di pellegrini da tutto il mondo.
Il livello inferiore della chiesa presenta al centro una cappella dedicata a Santa Faustina, con quattro cappelle laterali. La parte superiore della basilica ha una cappella per l'adorazione perpetua del Santissimo Sacramento. Il 24 giugno 2007, in occasione del 60º anniversario dell'Operazione Vistola, la Basilica ha aperto una cappella greco-cattolica dedicata alla riconciliazione e come dono alla Chiesa greco-cattolica.

## Rapporto di miracolo
Nel marzo 1981, mentre pregava sulla tomba di Santa Faustina nella chiesa, Maureen Digan del Massachusetts riferì di una guarigione. Digan soffriva da decenni di linfedema e aveva subito 10 operazioni, inclusa l'amputazione di una gamba. Digan ha riferito che mentre pregava sulla tomba di Faustina ha sentito una voce che diceva "chiedi il mio aiuto e io ti aiuterò" e il suo dolore costante è cessato.
Al suo ritorno negli Stati Uniti, cinque medici dell'area di Boston hanno dichiarato che era guarita (senza alcuna spiegazione). La guarigione di Digan è stata dichiarata miracolosa dal Vaticano nel 1992, e ha aperto la strada alla beatificazione di Faustina Kowalska.

## Visite papali
Il 17 giugno 1997 Papa Giovanni Paolo II ha visitato la chiesa per pregare sulla tomba di Santa Faustina, un evento commemorato da un rilievo all'ingresso della cappella.
Nel maggio 2006 Papa Benedetto XVI ha visitato la cappella e un secondo rilievo lo ricorda. Durante il pellegrinaggio del 2006 di Benedetto XVI, ha svelato una statua di Papa Giovanni Paolo II presso la torre della basilica.
Nel luglio 2016 Papa Francesco ha visitato la basilica nell'ambito del Giubileo Straordinario della Misericordia e nell'ambito delle celebrazioni della Giornata Mondiale della Gioventù in corso a Cracovia.